# アンストッパブル・モメンタム
『アンストッパブル・モメンタム』（Unstoppable Momentum）は、アメリカ合衆国のギタリスト、ジョー・サトリアーニが2013年に発表した14作目のスタジオ・アルバム。

## 背景
ジェーンズ・アディクションなどの活動で知られるクリス・チェイニーと、元フランク・ザッパ・バンドのヴィニー・カリウタがリズム・セクションに起用された。サトリアーニ自身は、チェイニーに関して「ロックに精通しながらも、何でも演奏できるベーシストが必要だった」「彼は優れたロック・ベーシストというだけでなく、ロサンゼルスでは映画やテレビの仕事でも引く手あまたのセッション・プレイヤーで、今回のレコードにぴったりの、幅広い音楽的影響の持ち主だよ」と称賛している。また、サトリアーニは2006年、レス・ポール90歳記念コンサートのステージにおいて、カリウタと2曲で共演しており、「その時からずっと一緒に仕事したいと思っていた」と語っている。
サトリアーニ自身は、本作の音楽性について「一瞬一瞬を物凄くメロディックにしたかった」と説明している。

## 反響・評価
母国アメリカでは3週Billboard 200入りし、2013年5月25日付のチャートで最高42位を記録した。スウェーデンでは2013年5月17日付のアルバム・チャートで54位を記録し、『ジ・エクストリーミスト—極—』（1992年）以来21年ぶりに、同国においてトップ60入りを果たした。
Stephen Thomas Erlewineはオールミュージックにおいて5点満点中3.5点を付け「『ブラック・スワンズ・アンド・ワームホール・ウィザーズ』よりも活気があり濃密な作品で、より多様な質感、リズム、そして攻撃的な演奏が含まれており、分かりやすいブギーや、ジャズ、ブルース、さらにはソウルからの影響もほのめかされている」と評している。Jeb Wrightは本作にBプラスを付け「ジョーの前作『ブラック・スワンズ』は、恐らく彼の作品の中で最も音楽的に高度だが、それを過剰と思う向きには、このアルバムは代表作『サーフィング・ウィズ・ジ・エイリアン』の次に位置づけられるだろう」と評している。また、『CDジャーナル』のミニ・レビューでは「いきなりワーミーを使ったトリッキーなプレイからスタート、トーン・コントロールの素晴らしさは健在」と評されている。

## 収録曲
全曲ともジョー・サトリアーニ作曲。
1. アンストッパブル・モメンタム - Unstoppable Momentum - 5:14
2. キャント・ゴー・バック - Can't Go Back - 3:58
3. ライズ・アンド・トゥルース - Lies and Truths - 4:44
4. スリー・シーツ・トゥー・ザ・ウィンド - Three Sheets to the Wind - 3:22
5. アイル・プット・ア・ストーン・オン・ユア・ケアン - I'll Put a Stone on Your Cairn - 1:42
6. ドア・イントゥー・サマー - A Door into Summer - 4:16
7. シャイン・オン・アメリカン・ドリーマー - Shine on American Dreamer - 4:46
8. ジャンピン・イン - Jumpin' In - 5:11
9. ジャンピン・アウト - Jumpin' Out - 3:51
10. ザ・ウェイト・オブ・ザ・ワールド - The Weight of the World - 5:07
11. セレブレイション - A Celebration - 2:47

## 参加ミュージシャン
- ジョー・サトリアーニ - ギター、キーボード、ハーモニカ
- マイク・ケネリー - キーボード
- クリス・チェイニー - ベース
- ヴィニー・カリウタ - ドラムス